# Вигилий (папа римский)
Вигилий (лат. Vigilius PP.; VI век — 7 июня 555) — папа римский с 29 марта 537 года по 7 июня 555 года. Первый из так называемых «Византийских пап» — пап, избранных под влиянием византийских императоров.

## Биография

### Ранние годы
Вигилий принадлежал к римской аристократической семье, его отец Иоанн в Liber Pontificalis идентифицирован как консул Рима, получивший этот пост от императора. Согласно Прокопию Кесарийскому, его брат Репарат был одним из сенаторов, взятых в заложники Витигесом, однако ему удалось бежать до того, как король остготов приказал их убить в 537 году.
Вигилий поступил на службу Римской Церкви и был рукоположён в диаконы папой Бонифацием II в 531 году. В соответствии с впоследствии отмененным правом, папа Бонифаций II назначил Вигилия своим преемником и представил его духовенству, собранному в соборе Святого Петра. Однако противники этого права вынудили Бонифация в следующем году отменить своё решение и сжечь указ о нём.

### Апокрисиарий
Второй преемник Бонифация, Агапит I (535—536), назначил Вигилия папским представителем (апокрисиарием) в Константинополе. В 535 году Вигилий был направлен в столицу Византии, где познакомился с императрицей Феодорой и снискал её благоволение. Феодора стремилась иметь в качестве римского папы человека, готового на смягчение формул Халкидонского собора. Вигилий, как гласили слухи, согласился с планами императрицы, которая пообещала ему папский престол и крупную сумму денег (700 фунтов золотом).

### Избрание папой римским
В то время как Вигилий был в Константинополе, папа Агапит скончался 22 апреля 536 года, и Сильверий под влиянием короля готов Теодахада был избран папой. Вскоре после интронизации Сильверия началась война византийцев с готами, и византийский полководец Велизарий занял Рим. Готы подступили к городу и осадили его. Хотя готы были не в состоянии полностью блокировать город, византийские солдаты и жители опасались штурма и резни. Вскоре после начала осады Велизарий приказал женщинам и детям оставить город и бежать в Неаполь. Примерно в то же время византийцы обвинили Сильверия в готовности сдать Рим готам. Велизарий его низложил и сослал в Грецию. Несколько других сенаторов также были изгнаны из Рима по обвинению в измене.
Какую роль Вигилий сыграл в низложении Сильверия, неизвестно. Авторы Liber Pontificalis, враждебно относившиеся к Вигилию, утверждают, что Вигилий советовал императору низложить Сильверия, как только тот был избран папой. Прокопий Кесарийский, напротив, утверждал, что Феодора выдвинула Вигилия кандидатом в папы уже после низложения Сильверия. Он был уверен, что Вигилий был возведен на престол папы римского 29 марта 537 года, уже после смерти своего предшественника, и был признан всем римским духовенством.

### Понтификат
Императрица Феодора вскоре поняла, что ошиблась с кандидатурой Вигилия. После утверждения на апостольском престоле он занял ту же позицию, что и его предшественник, и стал жёстко критиковать монофизитов и свергнутого патриарха Константинопольского Анфима. Очевидно, что эта позиция отражала настроения западного духовенства, противоречить которому Вигилий не решился. При этом сохранилось письмо, якобы, от папы к свергнутым монофизитским патриархам Анфиму, Северу и Феодосию, которое указывает, что Вигилий принял монофизитство. Однако это письмо не рассматривается в качестве исторического источника и считается очевидной подделкой. Папа так и не восстановил Анфима на патриаршем престоле.
В 540 году Вигилий высказался в отношении монофизитства в двух письмах, направленных в Константинополь. Одно из писем было адресовано императору Юстиниану, другое — патриарху Мине. В обоих письмах папа поддерживал решения Эфесского и Халкидонского соборов, решения своего предшественника папы Льва I и низложение патриарха Анфима. Несколько других писем, написанных папой в первые годы его понтификата, дают сведения относительно его отношения к церковным делам. 6 марта 538 года Вигилий написал епископу Цезарию Арелатскому относительно покаяния короля Австразии Теодеберта I по поводу женитьбы на вдове своего брата. 29 июня 538 года папа направил указ епископу Профутуру из Браги, содержащий решения по различным вопросам церковной дисциплины.
В то же время новые догматические дискуссии разразились в Константинополе. В 543 году император Юстиниан издал указ, который осудил различные ереси Оригена. Этот указ был направлен на подпись восточным патриархам и Вигилию. Однако Феодор Аскида, епископ Кесарии Каппадокийской, желая отвлечь внимание императора от осуждения оригенизма переключил его внимание на давнюю полемику вокруг сочинения сирийских епископов «Три главы». Император в 543 или 544 году издал новый указ с осуждением Трех глав. Восточные патриархи и епископы под давлением императора подписали осуждение. Однако на Западе указ вызвал жесткое неприятие. Вигилий отказался признать указ, был вызван Юстинианом в Константинополь для участия в соборе. Согласно Liber Pontificalis, 20 ноября, в то время как папа праздновал праздник Святой Сесилии в церкви Санта-Чечилия-ин-Трастевере, он был похищен по приказу императорского посланника Анфимия. Папу доставили на корабль, чтобы отвезти его в Константинополь, в то время как народ бросал камни в корабль похитителей и просил папу не подписывать указ. Папа покинул Рим 22 ноября 545 года. Он оставался в течение длительного времени на Сицилии и достиг Константинополя в конце 546 или в январе 547 года.
Вигилий пытался убедить императора отправить помощь жителям Рима, осажденного готами Тотилы. Но главный интерес Юстиниана состоял в вопросе о Трёх главах. Папа Вигилий в этих условиях проявил беспринципность и отсутствие всякой твердой позиции по принципиальным вопросам, что сильно подорвало авторитет папства. В частной переписке с императором он заявил, что не против указа, но сначала нужно подготовить благоприятные условия для его проведения. В результате длительных интриг и скандалов папа по приказу императора был арестован в алтаре церкви апостола Петра при дворце Гормизда. Благодаря поддержке народных масс Вигилий смог бежать в Халкидон и там снова укрылся в церкви.
На пятом Вселенском соборе, происходившем в 553 году, Вигилий отказался председательствовать и не согласился явиться на собор, за что по приказанию императора был отвержен от церкви и изгнан. Изгнание поколебало его решимость, он выразил готовность подчиниться. Разрешение возвратиться он получил уже на обратном пути в Рим, когда его застигла смерть. Он скончался в Сиракузах. Его тело привезли в Рим и похоронили в церкви Сан-Мартино над Катакомбами Присциллы на Соляной дороге.
Из его литературно-духовного наследия сохранились 18 посланий, в которых он писал о «Трёх главах» и монофизитской ереси.
Историками Вигилий характеризуется как человек заурядный, слабый и нерешительный, но служащий типичным образцом той борьбы, какая в это время уже разгорелась между византийскими императорами и западной церковной иерархией.
В 544 году древнеримский христианский поэт Аратор написал дидактическую поэму: «De actibus Apostolorum libri II», посвященную Вигилию. В поэме отражается существовавшая уже в то время тенденция превозношения апостола Петра над апостолом Павлом, но вместе с тем находят подтверждение и такие пункты древнего вероучения, как почитание Богородицы, святых мощей и прочего.